# Glen Rice
Glen Anthony Rice, Sr. (Jacksonville, 28 de maio de 1967) é um ex-jogador norte-americano de basquete. Durante sua carreira de 15 anos na NBA, Glen Rice foi três vezes All-Star, MVP do All-Star Game em 1997 e campeão da NBA com o Los Angeles Lakers em 2000.

## Prêmios e Homenagens
- Campeão da NBA: 2000
- 3 vezes NBA All-Star: 1996–1998
- 2 vezes All-NBA Team:
  - segundo time: 1997
  - terceiro time: 1998
- NBA All-Rookie Team:
  - segundo time: 1990
- NBA Three-Point Contest Champion: 1995